# 山刈蚜蟲
山刈蚜蟲（学名：Acyrthosiphon evodia）为常蚜科無網蚜屬下的一个种。